# Erik Magnusson de Sudermania

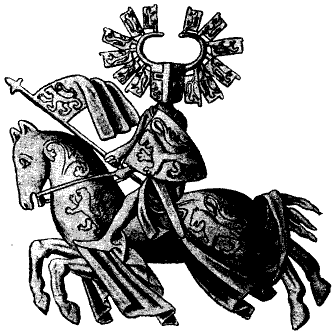
Sello del duque Erik de Södermanland.

Erik Magnusson (cerca de 1282-Nyköping, 1318). Príncipe de Suecia, hijo segundo de Magnus Ladulás y Eduviges de Holstein. Duque de Sudermania.
Fue uno de los hombres más poderosos de la Suecia de su tiempo. Su desmedida ambición le condujo a desatar una guerra civil que involucró a los tres reinos nórdicos, uno de los episodios más grises de la historia de su país. Sus vastas posesiones incluían territorios en Suecia, Noruega y Dinamarca. Logró involucrarse dentro de la familia real noruega y colocar a su hijo Magnus Eriksson como heredero de ese reino. 

## Primeros años
Alrededor de 1302, el príncipe Erik fue nombrado Duque de Sudermania, cuyas propiedades incluían la provincia del mismo nombre así como una parte de la provincia de Uplandia. Por decisiones de política exterior de su padre, fue comprometido con la princesa Ingeborg de Noruega, de tan sólo un año de edad, hija del rey Haakon V.
Erik demostró tener talento político y ambiciones superiores que su hermano mayor, el rey Birger I. A través de sus relaciones sociales, ganó varios aliados entre la clase poderosa del reino, incluyendo a su hermano menor Valdemar, duque de Finlandia, que se convirtió en su principal aliado político y militar.

## Guerra civil
La ambición de Erik y el incremento de su poder político resultó en una enemistad con su hermano, el rey Birger, quien decidió arrebatarle sus posesiones ducales en 1304 y Erik partió al exilio rumbo a Noruega, pero en 1305 los hermanos se reconciliaron.
Durante su estancia en Noruega recibió el favor del rey Haakon V, obteniendo la cesión de la región de Konghelle (actual municipio de Kungälv, en Suecia).
En su regreso a Suecia, Erik buscó deshacerse de Torgils Knutsson, el consejero principal del rey Birger y uno de sus principales enemigos políticos, empresa para la que contó con el respaldo del clero. El primer objetivo del duque se cumplió con la ejecución de Torgils en 1306. Unos meses después, con el apoyo de su hermano Valdemar se levantó contra el rey, a quien consiguió encarcelar para tomar el control efectivo del país.
El rey Erico VI de Dinamarca, quien era cuñado de Birger, decidió intervenir a favor del monarca encarcelado y penetró en Suecia con un ejército. Por su parte, Haakon V de Noruega se puso al lado de su yerno Erik. En 1308, los hermanos Erik y Valdemar acordaron con el rey de Dinamarca liberar a Birger y restaurarlo en el gobierno.
Con la liberación de Birger, la situación se complicó para el duque de Södermanland. Birger, buscando venganza e intentando fortalecer su posición, buscó ayuda del rey danés. Ante la inminente confrontación con Dinamarca, Erik buscó un tratado de paz con ese país que le llevó a perder el apoyo de Haakon V. El rey noruego decidió en 1308 retirar el compromiso de boda de su hija y quitarle a Erik la posesión de Konghelle en 1309, a lo que Erik rehusó.
Entonces Noruega y Dinamarca firmaron la paz y se aliaron contra Erik. Atenazado entre dos frentes, sólo la capacidad militar de Erik pudo salvarlo. Sus dotes de estratega se hicieron patentes en la derrota que ocasionó a las tropas noruegas y danesas en Nyköping en 1309. En ese mismo tiempo atacó Noruega y reconquistó Konghelle.

## Tratado de paz
En 1309 se firmó la paz en la ciudad danesa de Helsingborg, que resultó en la partición de Suecia entre el rey Birger y sus dos hermanos menores. Erik recibió las provincias de Vestrogotia, Dalia, Vermelandia y la actual provincia de Kalmar. Recibió también el norte de la provincia de Halland como feudo de Dinamarca, y prometió retornar Konghelle a Noruega.
Ante la negativa de regresar Konghelle al rey de Noruega, buscó ganar su favor al renovar su compromiso matrimonial con la hija del rey, Ingeborg, que entonces tenía 11 años de edad, y casarse en Oslo en 1312. En 1316 Ingeborg dio a luz al primogénito, Magnus, que se convirtió en el heredero de Noruega.
Erik logró convertirse así en el hombre más poderoso de Suecia. Sus posesiones eran amplias e incluían partes de los tres reinos nórdicos, mientras que su familia alcanzaba un papel relevante en la política noruega.

## Traición y muerte
Su exitosa carrera fue detenida abruptamente por la traición del rey Birger, quien aún se ostentaba como el gobernante legítimo de toda Suecia. Erik y Valdemar fueron invitados por Birger a Nyköping, en un supuesto acto de reconciliación. La noche entre el 10 y el 11 de septiembre de 1317, los duques fueron arrestados y encarcelados. Se dice que los hermanos murieron de inanición en el verano de 1318, aunque tampoco se desecha la teoría de que pudieron haber sido ejecutados.
La muerte de los dos hermanos fue un suceso que consternó a toda Escandinavia y acarreó un repudio generalizado contra Birger en Suecia que culminó con el derrocamiento de este y el asesinato del príncipe heredero Magnus Birgersson. El primogénito de Erik, Magnus, fue entonces el elegido para reinar en Suecia, uniendo así este reino con el de Noruega.

## Familia
Casado en 1312 con Ingeborg de Noruega, tuvo dos hijos:
1. Magnus (1316-1374). Rey de Suecia (1319-1364); rey de Noruega (1319-1343)[2]
2. Eufemia (1317-1363 o 1370). Esposa del duque Alberto II de Mecklemburgo.

Se ha llegado a mencionar que Erik estuvo casado con una hija de Torgils Knutsson, pero que se divorció de ella. De esa manera Ingeborg habría sido su segunda esposa.
- Datos: Q547911
- Multimedia: Eric (Swedish prince 1282) / Q547911